# Carl Schmachtenberg

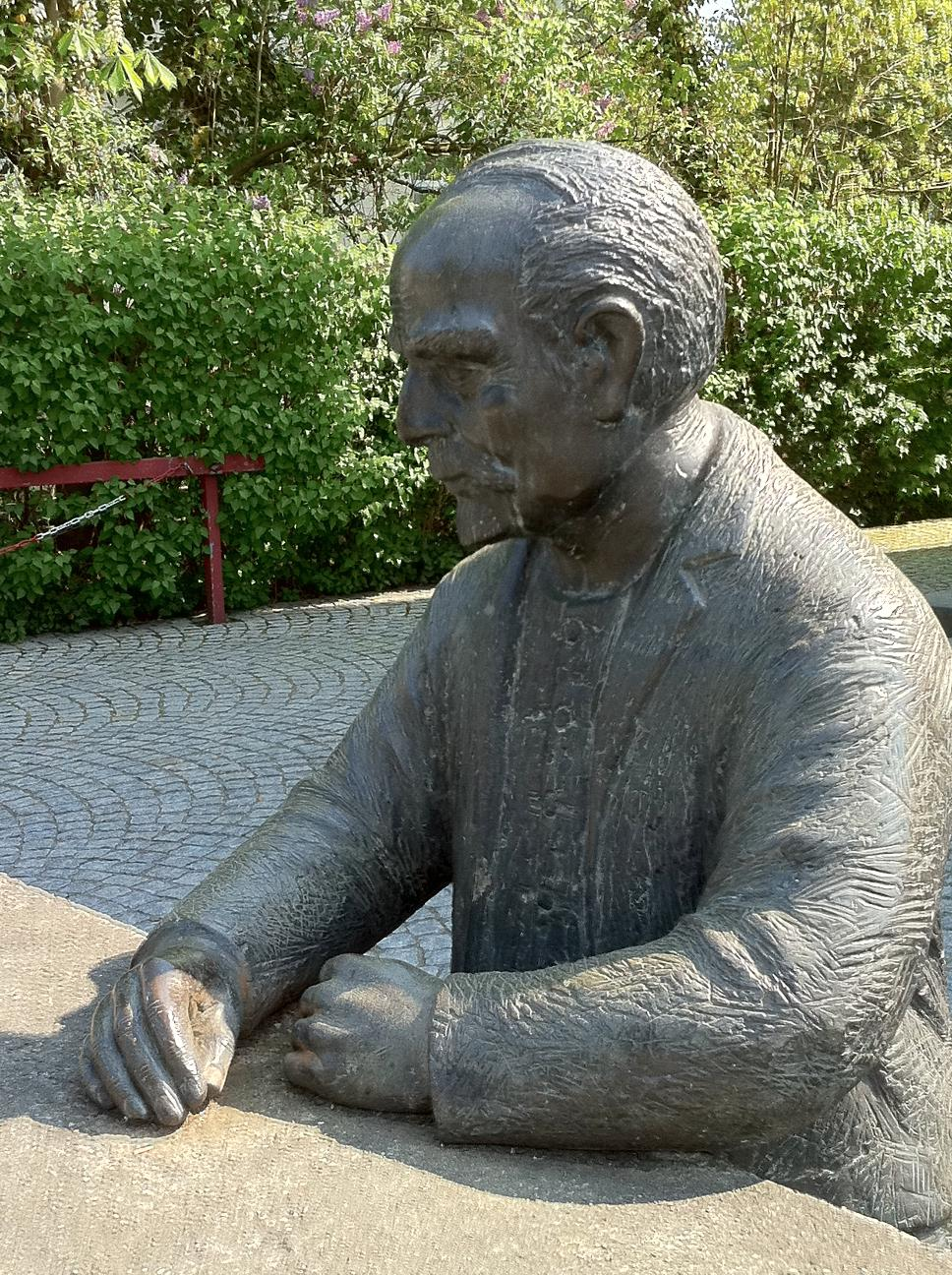
Carl Schmachtenberg

Carl Schmachtenberg (* 1. November 1848 in Hugenbruch (Gemarkung Oberdüssel); † 28. Januar 1933 ebenda (heute zu Wuppertal)) war ein deutscher Schriftsteller. Er verfasste zahlreiche Gedichte und Prosatexte in bergischer Mundart und gilt als wichtiger Heimatdichter des Bergischen Landes.

## Leben

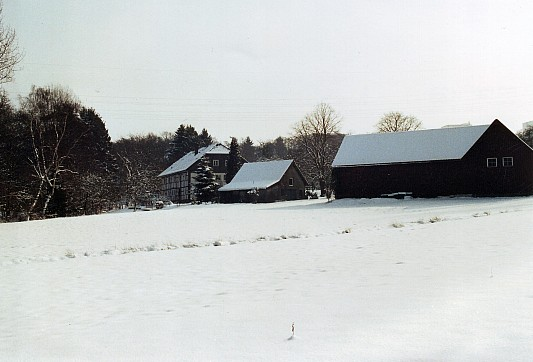
Gut Hugenbruch

Carl Schmachtenberg wird am 1. November 1848 auf dem Gut Hugenbruch bei Aprath (heute als Oberdüssel zu Wuppertal) geboren. Er hilft schon früh, den Hof seiner Eltern zu bewirtschaften, den er nach deren Ableben alleine weiterführt. Darüber hinaus beginnt er schon in der Jugend, Gedichte zu verfassen, in denen er seine Heimat und alltägliche Erlebnisse beschreibt. Die Anregungen und Inhalte nahm er meist aus seinem Alltag, wie die Titel De fule Kneit (Der faule Knecht) oder De Kuckuck röpt (Der Kuckuck ruft) zeigen.
Im Jahre 1883 bringt der Verlag Joost in Langenberg seinen ersten in bergischem Platt  geschriebenen Gedichtband En Freud on Leid (In Freude und Kummer) heraus. In den folgenden Jahren werden weitere Texte von ihm publiziert. Liebe zu den Menschen und zur Natur sowie stets eine Prise Humor prägen sein Dichten. In der Region erlangt er daher schnell Berühmtheit. Seine Bücher erfahren zahlreiche Neuauflagen.
Schmachtenberg verlässt seinen Hof nur ungern und bleibt zeit seines Lebens unverheiratet. Er stirbt am 28. Januar 1933 in seinem Haus, dem er auch eines seiner bekanntesten Gedichte (Min Hus) gewidmet hatte.

## Gedenken

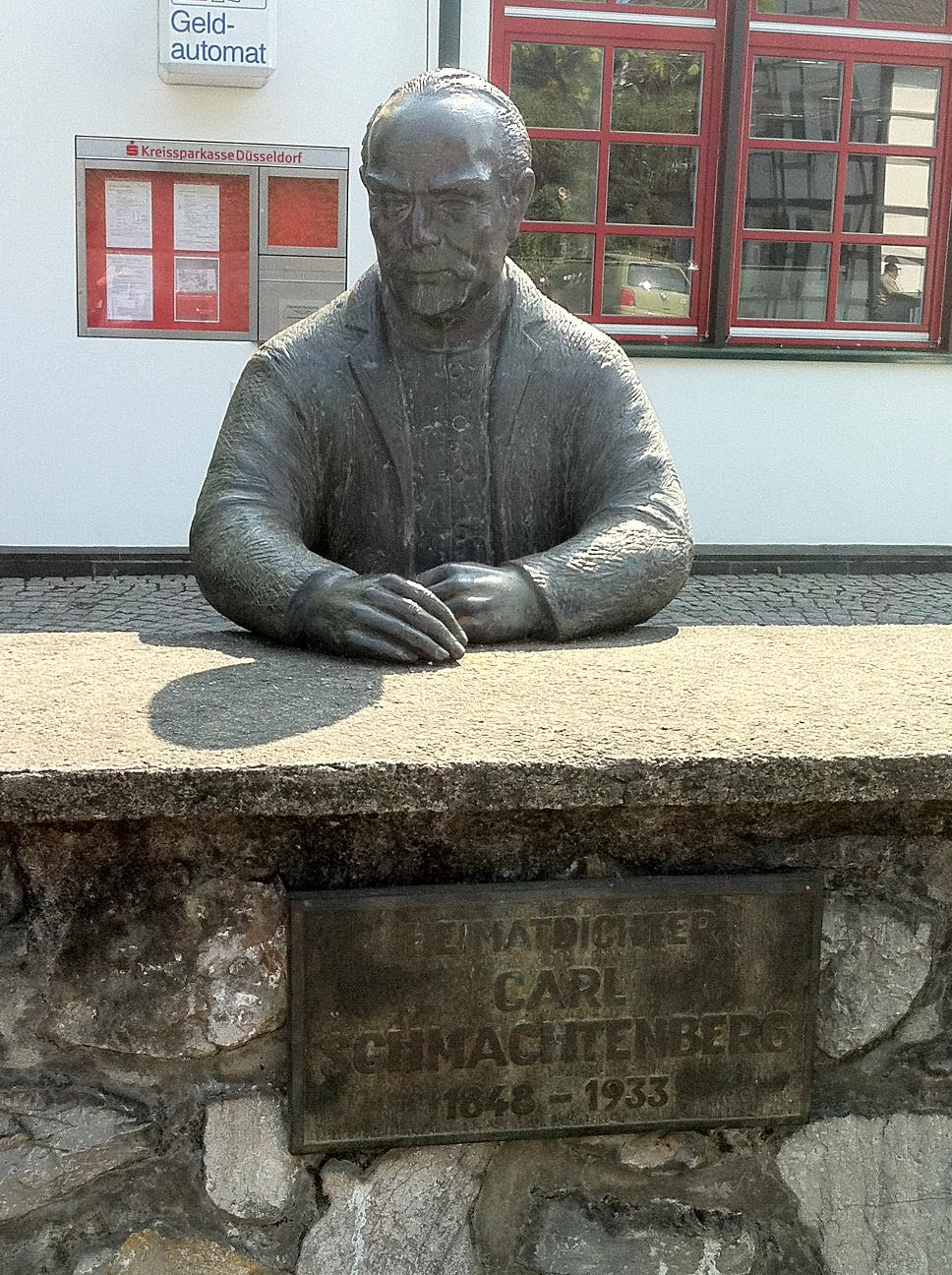
Bronzestatue auf dem Markt in Düssel

In folgenden Städten wurden Straßen nach Carl Schmachtenberg benannt:
- Schmachtenbergweg in Wuppertal
- Schmachtenbergweg in Wülfrath
- Carl-Schmachtenberg-Weg in Mettmann
- Schmachtenbergstraße in Essen-Kettwig

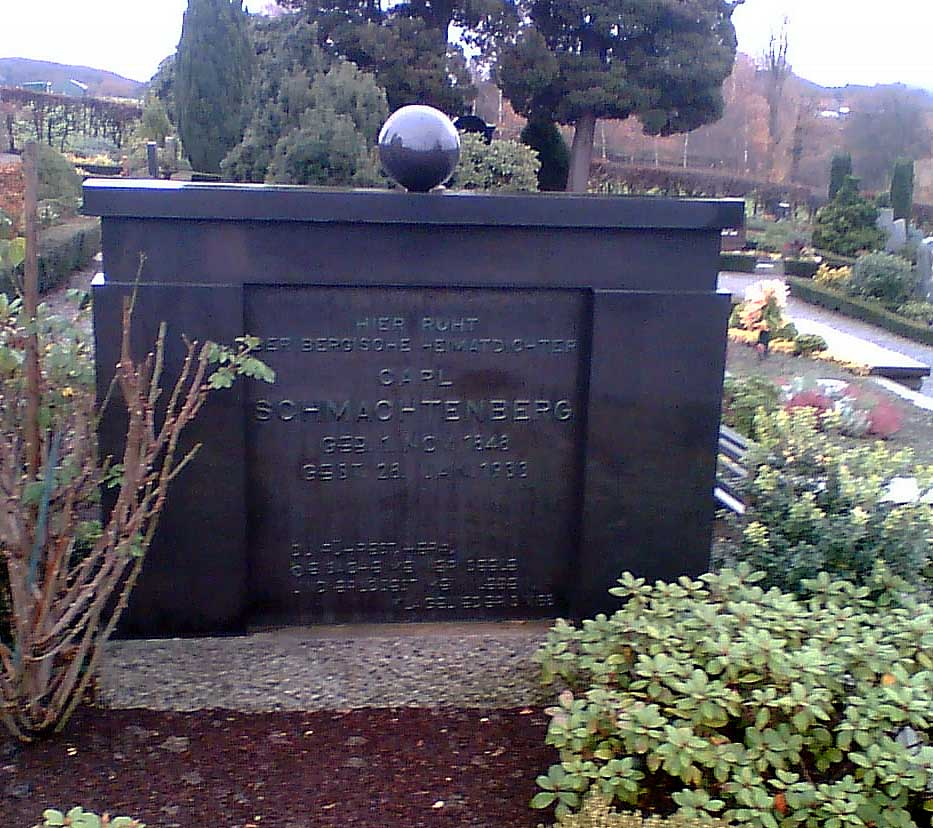
Grabstein in Wülfrath-Düssel

Auf dem Marktplatz Wülfrath-Düssel wurde 1992 eine lebensgroße Bronze-Plastik aufgestellt. Auf dem dortigen evangelischen Friedhof befindet sich sein Grab mit einer Gedenktafel.
In Essen-Kettwig gibt es darüber hinaus eine Grundschule mit dem Namen Schmachtenbergschule.

## Werke
- En Freud on Leid : Gedichte in niederbergischer Mundart (2 Bde.), Langenberg 1883/1892/1894 (5. Aufl.: Ratingen 1965)
- Rengelduwen (3 Bde.), Elberfeld 1898/1902/1907
- Ausgewählte Gedichte in niederbergischer Mundart Mit e. Nachw. von Dieter Leisegang, Frankfurt am Main 1967.

## Sonstige Medien
- Schmidt, Hans: Velberter Platt. Präsentiert von der Offers-Kompeneï. Video-Dokumentation, Velbert 2006
- Schmidt, Hans: „En Freud on Leid“, Video-Aufzeichnung einer von der Offers-Kompenei Velbert veranstalteten Lesung von Gedichten zum 75. Todestag Carl Schmachtenbergs